# Komarivka (Nizhyn)
Komarivka (ucraniano: Комарі́вка) es un municipio rural de Ucrania perteneciente al raión de Nizhyn de la óblast de Chernígov.
En 2020, el territorio del actual municipio tenía una población de unos siete mil habitantes, de los que algo más de mil vivían en el propio pueblo de Komarivka y el resto repartidos en catorce pedanías. El municipio se formó en 2017 mediante la fusión de los consejos rurales de Komarivka (que hasta entonces no tenía pedanías), Berestovets, Krasnosilske, Projorý, Smóliazh y Jovmý, a los que se añadió Stepánivka en 2020. Además de esos siete pueblos, pertenecen al actual municipio otros ocho: Ilintsí, Zaporizhia, Shevchenka, Vorona, Lýnivka, Sýdorivka, Berezivka y Volovytsia. El área pertenecía hasta 2020 al raión de Borzná.
Se conoce la existencia del pueblo en documentos desde el siglo XVII. Tras la rebelión de Jmelnitski pasó a formar parte de la primera sotnia del regimiento cosaco de Nizhyn. Fue una pequeña localidad rural hasta 1952, cuando la RSS de Ucrania estableció aquí la sede de un koljós.
Se ubica unos 10 km al oeste de Borzná.